# Roberto Pannunzi
Roberto Pannunzi detto Bebè (Roma, 4 marzo 1948) è un mafioso italiano della 'ndrangheta.
Legato alla 'ndrina Macrì di Siderno, non era affiliato, in quanto 
agiva per più di una famiglia. Ritenuto uno degli esponenti di rilievo della 'ndrangheta, contrattava alla pari con il cartello di Medellín.
Il Los Angeles Times rivela come nel periodo più florido della sua attività importasse in Europa fino a due tonnellate di cocaina al mese.
È stato accusato di traffico di stupefacenti e associazione a delinquere di stampo mafioso, con quattro ordinanze di custodia cautelare.
È stato definito dalle autorità colombiane, nel 2013, come il "Pablo Escobar" italiano, anche se impropriamente giacché egli è meglio descritto come il più grande broker di cocaina in Europa, come afferma l'ex Procuratore di Catanzaro Nicola Gratteri, capace di accumulare soldi anche fra cosche rivali per l'acquisto dello stupefacente e con una disponibilità di denaro tale da comprare una volta anche una nave (Mirage II) per i suoi traffici.

## Biografia
Da ragazzo emigra in Canada ed entra in contatto con don Antonio Macrì, capobastone di Siderno. Ex dipendente Alitalia, padroneggia varie lingue.
La prima volta venne arrestato nel 1983 insieme al mafioso siciliano Salvatore Miceli.
Negli anni '90 il suo nome compare in un traffico di eroina fra calabresi e mafia turca. Tiene i contatti anche con Cosa nostra e Cosa nostra statunitense. Pannunzi partecipò anche all'acquisto di un aereo per il trasporto dello stupefacente dalla Colombia all'Europa e della nave greca "Mirage II" per lo stesso scopo. L'acquisto dell'imbarcazione venne pagato da Pannunzi in contanti.

### Primo arresto in Colombia
Dopo che il 28 gennaio 1994 venne arrestato a Medellín in Colombia dalla polizia nazionale colombiana su indicazione degli investigatori della D.C.S.A., che avevano gestito l'operazione internazionale Angelo Due nella quale venivano sequestrati 263 kg di cocaina e arrestati i vertici del cartello di Cali e i boss della mafia di Corso dei Mille di Palermo, nonché i finanziatori inglesi e siciliani. Estradato in Italia dopo un anno dall'arresto, nel 1999 riesce ad evadere da una clinica romana mentre era agli arresti domiciliari. Nel 2002 torna in Colombia. Da lì continuò a gestire il traffico di droga mentre il suo braccio destro Stefano De Pascale lo coordinava a Roma.

### Secondo arresto in Spagna
Viene arrestato un'altra volta nel 2004 a Madrid insieme a suo figlio Alessandro Pannunzi dalla Squadra mobile di Reggio Calabria in collaborazione con il servizio Interpol e la Direzione centrale per i servizi antidroga.
Viene fermato dagli agenti colombiani e prima di essere arrestato, offre agli agenti un milione di euro in contanti per lasciarlo andare via. Evade nuovamente l'8 aprile 2010, mentre si trova agli arresti domiciliari per motivi di salute.

### Terzo arresto in Colombia
Dopo complesse indagini dell'allora Procuratore aggiunto di Reggio Calabria, Nicola Gratteri e del Procuratore della Repubblica di Reggio Calabria, Federico Cafiero de Raho che hanno coordinato le indagini del Goa della Guardia di Finanza di Catanzaro e del Ros centrale con il supporto della Direzione centrale per i servizi antidroga, il 5 luglio 2013 viene arrestato nuovamente in un centro commerciale a Bogotà ed espulso il giorno dopo in Italia. Non è stata scelta la procedura di estradizione per evitare il lungo periodo d'attesa che essa comporta.

## Alessandro Pannunzi
Anche il figlio operò nel settore del narcotraffico insieme al padre. Oltre che con i Colombiani trafficava con la mafia turca e il clan dei marsigliesi ed ebbe contatti con Gaetano Badalamenti e Gerlando Alberti.